# Jorge Acuña
Jorge Antonio Acuña Antúnez (... – 26 febbraio 2024) è stato un calciatore uruguaiano, di ruolo attaccante.

## Carriera

### Club
Giocò tutta la carriera nel campionato uruguaiano.

### Nazionale
Con la maglia della Nazionale vinse il Campeonato sudamericano del 1967.

## Palmarès

### Nazionale
- Campeonato Sudamericano de Football: 1

Uruguay 1967